# 밤 그리고 다시 (1950년 영화)
《밤 그리고 도시》(Night And The City)는 영국에서 제작된 줄스 다신 감독의 1950년 범죄 영화이다. 제럴드 커시의 소설 Night and the City에 기반을 둔다. 리차드 위드마크 등이 주연으로 출연하였고 사무엘 G. 잉겔 등이 제작에 참여하였다.

## 출연

### 주연
- 리차드 위드마크
- 진 티어니

### 조연
- 구지 위더스
- 휴 말로우
- 프란시스 L. 설리번
- 허버트 롬
- 마이크 마주키
- 찰스 파렐

## 기타
- 원작자: 제럴드 커쉬
- 의상: 마가렛 퍼스